# Італо-тунісці
Італо-тунісці (італ. Italo-tunisini) — італійці, які живуть в Тунісі. Італійці (переселенці з території сучасної Італійської республіки) становили велику етнокультурну громаду, яка зробила значний внесок в розвиток цієї країни. 

## Італійська присутність в Тунісі
Присутність численної громади італійців у Тунісі має давнє походження, але лише з першої половини 19 століття її економічна та соціальна вага стала критичною в багатьох сферах суспільного життя країни. 
Генуезька республіка володіла островом Табарка поблизу Бізерти , де генуезька родина Ломелліні, яка придбала дозвіл на кораловий промисел у турків-османів , містила гарнізон з 1540 по 1742 рік. Тут досі можна побачити руїни фортеці. , церква та деякі генуезькі будівлі. У Табарці руїни складаються з ями, яка колись використовувалася як церква, і деяких фрагментів стін, які належали християнським спорудам.
Італійські євреї з Ліворно створили першу іноземну громаду в Тунісі після 16 століття. У ті століття італійська мова стала лінгва франка у сфері торгівлі в Магрибі .

## Історія
Вперше романомовне населення на території сучасного Тунісу з'явилося ще в часи Римської імперії, але помітна присутність саме італійців в країні починається з першої половини  XIX століття. Купці з Генуї та інших, переважно північних областей Італії, жваво торгували в оттоманському Тунісі ще в XVI-XVIII ст. 
Масова італійська колонізація припадає на XIX ст. і сягає свого піку на початку ХХ-го ст., коли у французькому протектораті Тунісу нарахували понад 100 тис. італійців  проти 35 тис. французів (1910 р.). При тому понад 72% іммігрантів були вихідцями з Сицилії ,16,3%  — з центральної Італії  (серед них італійські євреї з Тоскани), 3,8% — з Сардинії і 2,5% — з північної Італії (в основному з областей Венето та Емілія). Більшість італійських переселенців того часу були селянами, які мігрували з батьківщини з економічних мотивів. В Тунісі вони найчастіше оселялися в найбільших містах протекторату — його адміністративному центрі  м. Туніс, портах Бізерта, Сфакс, Ла Ґулєт (зараз місто-супутник столиці Тунісу). Зі зміною країни проживання колишні італійські селяни змінювали і рід занять: в Тунісі вони працювали у сферах торгівлі, транспорту, будівництва, освіти тощо (тим паче, що французька адміністрація свідомо ускладнювала придбання землі іноземцями). 
Італійська громада створила інфраструктуру для задоволення своїх культурних і релігійних потреб, будувала католицькі храми, засновувала школи, товариства, лікарні, кінотеатри, газети. Чисельна перевага італійців серед європейського населення Тунісу (за переписом 1926 р. їх кількість становила 81 тис. осіб, французів — 71 тис., мальтійців — понад 8 тис.) змушувала колоніальну владу вживати певних заходів. Французька адміністрація успішно заохочувала поширення французької мови та громадянства серед вихідців з Італії. Значна їх частина володіла лише місцевими діалектами італійської, не мала освіти та мігрувала до Тунісу ще до утворення єдиного Італійського королівства.
За влучним висловом одного сучасника, Туніс до Другої світової війни був наче "італійська колонія під управлінням французьких чиновників". Після встановлення в Італії фашистської влади Рим розглядав Туніс як один з пріоритетів своєї експансії. Разом з байдужим ставленням французької адміністрації Тунісу до італійських переселенців така політична зміна дуже посилила напругу між Італією і Францією. Серед італо-тунісців у 1920-30-х рр. поширились ідеї італійського реваншизму, іредентизму і фашизму [1]. В 1940 р. Б. Муссоліні вимагав від Франції віддати Туніс (разом з Корсикою, Ніццою та Джибуті) Королівству Італія. Проте, до 1942 р. протекторат лишався під управлінням уряду Віші, потім був окупований нацистами, а в травні 1943 р. звільнений британо-американськими військами.
Після проголошення незалежності Тунісу 1956 р. чисельність місцевих італійців, так само як і французів, стрімко і невпинно зменшувалась. Більшість виїхала до Франції та Італії ще до початку 1960-х років. 
В середині 2000-х рр. їх нарахували лише 3 тис. осіб, проте за даними посольства Італії, з них 2 тис. були тимчасовими мешканцями країни - переважно співробітниками італійських компаній у Тунісі.  
Проте, італо-тунісці, як й італо-лівійці в сусідній країні, встигли зробити значний внесок в культуру північно-африканської держави: в містах Тунісу збереглись гарні будівлі італійських архітекторів, в туніському варіанті арабської мови є чимало термінів італійського походження, відзначають і певний вплив на місцеву кулінарію.